# Нюрумъёган (приток Сорума)
Нюрумъёган (устар. Нюрум-Юган) — река в России, протекает в Ханты-Мансийском АО. Устье реки находится в 29 км по левому берегу реки Сорум. Длина реки составляет 110 км, площадь водосборного бассейна 669 км². Берёт начало из озера Курынгвойлор.

## Притоки
- Пильтсортлоръёган (пр)
- Мойёшъянгтыай-Ёган (лв)
- Питтыюхопъёган (лв)

## Данные водного реестра
По данным государственного водного реестра России относится к Нижнеобскому бассейновому округу, водохозяйственный участок реки — Обь от впадения Иртыша до впадения реки Северная Сосьва, речной подбассейн реки — бассейны притока Оби от Иртыша до впадения Северной Сосьвы. Речной бассейн реки — (Нижняя) Обь от впадения Иртыша.
Код объекта в государственном водном реестре — 15020100112115300021118.